# Kerncentrale Temelín
Kerncentrale Temelín (Tsjechisch: Jaderná elektrárna Temelín (JETE)) ligt bij de plaats Temelín in Tsjechië.
De centrale heeft twee VVER-reactoren en vier grote koeltorens en is qua vermogen de grootste kerncentrale van Tsjechië. De derde en vierde reactor (VVER) zijn nooit afgebouwd, maar komen er mogelijk toch nog als moderner type.
| Reactorblok | Reactortype        | Vermogen | Begin bouw | Inbedrijfname | Stillegging      |
| ----------- | ------------------ | -------- | ---------- | ------------- | ---------------- |
| Temelín-1   | VVER-440/V320      | 1003 MW  | 1987       | 2000          |                  |
| Temelín-2   | VVER-440/V320      | 1003 MW  | 1987       | 2003          |                  |
| Temelín-3   | MIR-1200 of AP1000 | 1200 MW  | 1985       |               | 1990 (stop bouw) |
| Temelín-4   | MIR-1200 of AP1000 | 1200 MW  | 1985       |               | 1990 (stop bouw) |